# Луцілій Басс
Луцілій Басс (лат. Sextus Lucilius Bassus) — римський військовий і політичний діяч середини I століття, римський легат провінції Юдея у 71-72 роках.
Його ім'я відоме за військовим дипломом. За часів імператора Вітелія командував загонами кіноти та одночасно двома флотиліями у Равенні і Мізенумі. Після того як військо на сході проголосило Веспасіана імператором разом із Авлом Цециною Алієном перейшов на сторону Веспасіана. Солдати проте проголосили командиром Корнелія Фуска, а Басса запроторили до в'язниці у Адрія. Пізніше був поновлений на службі і як показують військові дипломи, залишався на цих постах до 71 року. У цей час Басс досягає стану сенатора
та був призначений Legatus Augusti pro praetore. Під його командуванням римська армія захоплює фортеці Іродіон та Махерон. Перед взяттям Масади, Луцілій Басс помирає у 73 році. Його наступником став Луцій Флавій Сільва Ноній Басс.